# فيليب بيرلمان
فيليب بيرلمان هو محامي وسياسي أمريكي، ولد في 5 مارس 1890 في بالتيمور في الولايات المتحدة، وتوفي بنفس المكان في 31 يوليو 1960. نشط حزبياً في الحزب الديمقراطي. وقد انتخب Secretary of State of Maryland ‏ (1920 – 1923) وانتخب أمين صندوق الدولة ‏.